# Závadka (powiat Gelnica)
Závadka – wieś (obec) na Słowacji położona w kraju koszyckim, w powiecie Gelnica. Pierwsze wzmianki o miejscowości pochodzą z roku 1352. 
Według danych z dnia 31 grudnia 2012, wieś zamieszkiwało 611 osób, w tym 311 kobiet i 300 mężczyzn.
W 2001 roku rozkład populacji względem narodowości i przynależności etnicznej wyglądał następująco:
- Słowacy – 66,67%
- Czesi – 0,17%
- Romowie – 22,33%
- Rusini – 10,17%
- Ukraińcy – 0,17%

Ze względu na wyznawaną religię struktura mieszkańców kształtowała się w 2001 roku następująco:
- Katolicy rzymscy – 9%
- Grekokatolicy – 76,5%
- Prawosławni – 9,33%
- Ateiści – 3,17%
- Nie podano – 1,17%